# SciDok
SciDok ist der gemeinsame Dokumentenserver der Universität des Saarlandes. Wissenschaftler der Universität können ihre Fachartikel und andere wissenschaftlichen Publikationen kostenlos auf SciDok ablegen und nach dem Prinzip des Open Access kostenlos nutzbar machen.
SciDok wird von der Saarländischen Universitäts- und Landesbibliothek (SULB) in deren Funktion als Universitätsbibliothek der Universität des Saarlandes betrieben. SciDok ist (in der Open-Access-Begrifflichkeit) ein Angebot des grünen Wegs: Der Server dient vorrangig der Zugänglichmachung von bereits in anderen Kontexten (Journal, Sammelwerk, eigenständige Monographie etc.) erschienenen Dokumenten. Im Gegensatz zum ebenfalls von der SULB betriebenen disziplinären Repository PsyDok, das eine Open-Access-Plattform für Wissenschaftler des Fachs Psychologie darstellt, ist SciDok ein sogenanntes institutionelles Repository, also ein Angebot für die regional begrenzte Community einer Universität.
SciDok verfügt über Schnittstellen zu verschiedenen fachwissenschaftlichen Nachweisinstrumenten etwa aus der Informatik. Dokumente, die auf SciDok publiziert sind, werden auch von interdisziplinären Suchmaschen wie Google Scholar und verschiedenen anderen Datenbanken, etwa der Zitationsdatenbank Web Citation Index von Thomson Scientific indiziert.
SciDok basiert auf der Repository-Software OPUS. Neben den wissenschaftlichen Repositories SciDok und PsyDok betreibt die Saarländische Universitäts- und Landesbibliothek einen dritten entgeltfrei nutzbaren Server mit regionsrelevanten Dokumenten, SaarDok.